# Friedrich Zwinger
 (mai 2015).
Si vous disposez d'ouvrages ou d'articles de référence ou si vous connaissez des sites web de qualité traitant du thème abordé ici, merci de compléter l'article en donnant les références utiles à sa vérifiabilité et en les liant à la section « Notes et références ».
Pour les articles homonymes, voir Zwinger (homonymie).
Friedrich Zwinger, médecin suisse, frère de Johann Rudolf Zwinger, est né à Bâle, le 11 août 1707.

## Biographie
Ayant achevé ses humanités et sa philosophie avec succès, il s'applique, en suivant l'avis de son père, à l'étude de la jurisprudence. Mais passionné pour les sciences naturelles, il s'y consacre en secret. À la mort de son père il est libre de suivre son chemin, il se consacre alors à la médecine. Ses progrès furent si rapides qu'après un an de cours, il fut diplômé ; il alla continuer ses cours à Heidelberg, puis à Leyde, où il se lia d'amitié avec Boerhaave et Bernard Albinus, et enfin à Paris, où il s'attacha surtout à se perfectionner dans l'anatomie.
De retour à Bâle, en 1731, il y prit le grade de docteur et acquis une bonne réputation d'habile praticien. Il concourut vainement, en 1737, pour la chaire d'histoire et, en 1741, pour celle d'éloquence ; mais ce double échec ne nuit pas à sa réputation.
Le marquis de Bade-Dourlach l'appela près de lui et le nomma son premier médecin.
Il mit à profit ses loisirs pour préparer une nouvelle édition du Theatrum botanicum de son père, et il l'enrichit de la description des plantes les plus rares des jardins de Dourlach. Il fut enfin nommé professeur d'anatomie et de botanique à l'académie de Bâle, en 1751, et dès l'année suivante, il fut pourvu de la chaire de médecine théorique.
Il reçut plusieurs fois le titre de doyen de la faculté et fut élu trois fois recteur de l'académie.
Il mourut le 1er août 1776 ; l'un de ses confrères lui composa une épitaphe en vers grecs, insérée dans les Athenœ rauricœ.
Outre l'édition du Theatr. botanicum, Friedrich en a écrit une du Medicus sciens atque céleris, autre ouvrage de son père, qu'il enrichit, comme le premier, de plusieurs additions intéressantes. Indépendamment de quelques thèses, il a laissé des observations relatives à la médecine et à l'histoire naturelle, dans les Acta helvetica physico-medica. (Voir les Athenœ rauricœ, p. 229-231).